# Курганник
Курга́нник (лат. Buteo rufinus) — вид хищных птиц из рода настоящих канюков семейства ястребиных (Accipitridae).

## Особенности
Размеры курганника составляют от 57 до 65 см, а размах крыльев — от 135 до 160 см, что делает его самым крупным канюком западной Палеарктики. Длина и форма крыльев курганника делает его похожим на орла. Курганника также можно легко спутать с обыкновенным канюком подвида Buteo buteo vulpinus, однако он крупнее и имеет более широкие крылья. Также курганник похож на мохноногого канюка, но у последнего никогда не встречаются красноватые тона в оперении.
У курганников существует половой диморфизм. Латинское имя rufinus, что в переводе означает красноватый или рыжеватый, происходит от фенотипов со светлым или красноватым оперением. Их голова и грудь имеют светлую окраску без каких-либо вкраплений и контрастируют с красноватым брюхом и ногами. У молодых курганников голова и грудь также светлая, а нижняя часть грязно-белая с хвостом в полоску. Светлые перья крыльев также без вкраплений, однако на концах тёмные. Помимо красноватого фенотипа, существуют светлый и тёмный фенотип, а также многочисленные переходные формы. Различные фенотипы могут встречаться внутри одного и того же подвида.
Звуки, издаваемые курганником, похожи на звуки обыкновенного канюка, однако являются более долгими, хотя в целом курганник молчаливее. Детёныши призывают родителей дать им пищу звуками «клюи-клюи».

## Распространение
Пространствами обитания курганника являются гористые и открытые ландшафты, а также степи и полупустыни. При обилии добычи он может гнездиться даже в настоящих пустынях. На Балканах он гнездится также в лесистых горных массивах средней величины. В целом, необходимым условием для его присутствия являются открытые пространства для охоты, а также подходящие места для гнездования. Такие места могут быть расположены до высоты 2700 м над уровнем моря.
Курганник обитает в средиземноморском регионе, в частности в Северной Африке, в Греции, Турции, а также на Кавказе, на Аравийском полуострове, в Средней Азии.
Кроме главного подвида B. r. rufinus существует немногочисленный подвид B. r. cirtensis, встречающийся в Северной Африке и на Аравийском полуострове.

## Размножение
Гнездо курганник предпочитает строить в возвышенных местах, из которых можно хорошо наблюдать за окружающей местностью. На Балканах нередко используются выступы на отвесных скалах, на Украине гнёзда встречаются и на деревьях. В местностях, где деревья являются редкостью, можно встретить гнёзда курганников на земле или на столбах для линий электропередач. В кладке, как правило, от двух до пяти яиц, которые откладываются в первой половине апреля. Вылупившиеся птенцы остаются в гнезде до 50 дней, после чего в конце июня начинают летать.

## Питание
Бо́льшую часть добычи курганника составляют небольшие млекопитающие. Типичной добычей являются полёвки, хомяки и суслики. Курганник охотится также на пресмыкающихся,земноводных и насекомых, к примеру саранчовых. В зимнее время, когда добыча редка, курганник не брезгует и падалью. Свою жертву он ловит из реющего полёта и иногда даже преследуя её по земле.